# Thứ phi (Gia Khánh)
Thứ phi Hoàn Nhan thị (chữ Hán: 恕妃完颜氏, ? - khoảng năm 1790), là Trắc Phúc tấn đầu tiên của Thanh Nhân Tông Gia Khánh Hoàng đế khi ông còn là Hoàng tử.

## Thân thế
Thứ phi mang họ Hoàn Nhan (完顏氏), xuất thân từ Mãn Châu Tương Hồng kỳ thuộc [Đông quy hệ; 东归系]. Gia tộc của bà là phân nhánh từ Hoàng tộc Hoàn Nhan thị, hậu duệ của nhà Kim. Thời kỳ nhà Thanh có rất nhiều Hoàn Nhan thị lớn nhỏ khác nhau, song "Đông quy hệ" là hệ Hoàn Nhan thị có họ hàng chặt chẽ nhất với Hoàng tộc Hoàn Nhan thị khi trước, và hệ Hoàn Nhan thị này cũng sinh ra cực nhiều danh môn sĩ hoạn chiếm một nửa triều Thanh.
Dù trong hệ này cũng cực nhiều nhánh khác, nhưng họ đều lấy Hoàn Nhan Thủ Tường (完颜守祥) - một tộc huynh đệ của Kim Ai Tông, làm thủy tổ. Bởi vì Thủ Tường vào cuối đời nhà Kim trở về Đông Bắc sinh sống, nên mới có danh xưng ["Đông quy"] này. Tổ tiên của chi hệ của Thứ phi là một vị tên Tô Sơn (蘇山), sớm quy hàng Đại Thanh, được giao cho giữ chức Tá lĩnh truyền đời, tức Thế quản Tá lĩnh. Con của Tô Sơn là Chu Thế Cơ (朱世基), thụ tước [Nhất đẳng Khinh xa Đô úy hựu Nhất vân kị úy; 一等轻车都尉又一云骑尉], sau thăng lên làm Phó Đô thống. Con của Chu Thế Cơ là Ngạc Cáp (鄂哈) làm tới chức Thị lang bộ Lễ. Sau Ngạc Cáp có cháu tên Hàng Dịch Mộc (吭斁木) chính là ông nội của Thứ phi. Hàng Dịch Mộc là vị đại thần được trong dụng, bắt đầu làm quan từ thời Khang Hi, tập tước Tam đẳng Khinh xa Đô úy từ cha, sang thời Ung Chính thăng Khâm sai Đại thần, đến thời Càn Long đương tới chức Nghị chính đại thần. Năm Càn Long thứ 10 (1745), nhân sự kiện Hàng Dịch Mộc dâng tấu xin cáo lão hồi hương, Hoàng đế nói rằng: ["Khanh nhân phẩm, tài năng ưu việt, có tác phong và kỷ luật, làm việc thỏa đáng, chính trực, nay cứ như cũ mà đảm nhiệm chức vụ"]. Từ đó có thể thấy, ông là một đại thần được trọng vọng. Tuy nhiên, trong 2 năm giữ lại triều đình, nhận thấy Hàng Dịch Mộc quả thực sức khỏe không tốt, Càn Long Đế mới để ông giao lại quan tước về hưu. Tháng 7 năm Càn Long thứ 13 (1748), Hàng Dịch Mộc bệnh nặng qua đời. Ông có hai con trai, trong đó có Cáp Phong A (哈丰阿), tập nguyên tước vị Tam đẳng Khinh xa Đô úy từ cha, vị này chính là thân phụ của Thứ phi. Cáp Phong A có một người chị gái, là cô ruột của Thứ phi, thành hôn với Trang Thận Thân vương Vĩnh Thường - người thừa kế tước vị của Trang Khác Thân vương Dận Lộc. Ngoài ra, chị em ruột của Thứ phi cũng trở thành Đích Phúc tấn của Trang Tương Thân vương Miên Khóa - cháu gọi Vĩnh Thường là bác ruột.
Gia thế của Thứ phi tuy không được tính vào hàng nhất đẳng thế gia, nhưng cũng là gốc gác cực lớn, hơn nữa các phân nhánh cùng thủy tổ đều làm quan to và có máu mặt trong triều đình. Đặc biệt, các cuộc liên hôn với Hoàng tộc khiến họ Hoàn Nhan thị nhánh Tô Sơn trở nên vô cùng vinh hiển. Nếu so về xuất thân, Hoàn Nhan thị hơn cả Hiếu Hòa Duệ Hoàng hậu Nữu Hỗ Lộc thị - người được Càn Long Đế nâng đỡ và vượt xa Hiếu Thục Duệ Hoàng hậu Hỉ Tháp Lạp thị - nguyên phối của Gia Khánh Đế.

## Tuyển làm Trắc phi
Năm Càn Long thứ 51 (1786), Hoàn Nhan thị thông qua Bát Kỳ tuyển tú mà được đích thân Càn Long Đế chỉ định làm Trắc Phúc tấn cho Hoàng thập ngũ tử Vĩnh Diễm. Vào đời nhà Thanh, Trắc Phúc tấn có hai loại thân phận, hoặc đi từ Cách cách sinh con mà thỉnh phong, hoặc là được Hoàng đế trực tiếp ban hôn trong Bát Kỳ tuyển tú. Về loại thứ nhất, do chỉ là Thiếp đi lên, nên không có lễ thành hôn, trong khi loại thứ 2 có đầy đủ lễ nghi của việc cưới gả khi xưa. Ngày 25 tháng 9 (âm lịch) cùng năm, triều đình tổ chức lễ Nạp thái.
Lúc này, trong phủ Hoàng thập ngũ tử Vĩnh Diễm, Đích Phúc tấn Hỉ Tháp Lạp thị từ năm thứ 50 (1786) đã có biểu hiện suy yếu thân thể do hậu quả trụy thại trước đó. Một năm sau đó, Càn Long Đế mệnh Hoàn Nhan thị nhập phủ làm Trắc Phúc tấn, ý tứ rất rõ ràng rằng đề phòng Đích thê mất, Hoàn Nhan thị sẽ lên thay thế ngay. Có thể nói, Trắc Phúc tấn Hoàn Nhan thị chính là một vị dự trù cho vị trí Kế thất và là một nhân tuyển xứng đáng cho bảo tọa Hoàng hậu trong mắt Càn Long Đế. Vì vậy, tuy chỉ là Thiếp thất, Hoàn Nhan thị cũng được nhắm sẵn trở thành Kế thất, nên con đường làm Trắc thiếp của bà cực kì vinh quang. Hơn nữa, bà thông qua Bát Kỳ tuyển tú nhập phủ, được đích thân Hoàng đế chỉ định, không phải từ Cách cách sinh dục con trai mà đi lên, nên cũng có lễ thành hôn và nạp thái, địa vị hoàn toàn khác biệt. Tuy nhiên, không lâu sau đó, Hoàn Nhan thị đột ngột qua đời, nguyên nhân không rõ là ốm đau hay bệnh tật. Thời gian bà hoăng thệ nằm trong khoảng năm Càn Long thứ 54 (1789) đến năm Càn Long thứ 57 (1792), tức chỉ chưa đến 10 năm chung sống với Vĩnh Diễm.
Vào năm Càn Long thứ 54 (1789), Càn Long Đế đã chỉ định con gái của Tá lĩnh Cung A Lạp là Nữu Hỗ Lộc thị nhập phủ làm Trắc Phúc tấn, rất có thể do ông thấy sức khỏe Hoàn Nhan thị tương đối không ổn hoặc thật sự lúc này bà đã qua đời. Cũng năm Càn Long thứ 54, Hoàng thập ngữ tử Vĩnh Diễm chính thức sách phong làm Gia Thân vương, nên Hoàn Nhan thị cùng Nữu Hỗ Lộc thị đều đổi gọi [Gia Thân vương Trắc Phúc tấn].

## Truy phong
Năm Càn Long thứ 60 (1796), Càn Long Đế chỉ định Gia Thân vương làm Hoàng thái tử. Sang năm (1796), tháng giêng, Hoàng thái tử Vĩnh Diễm nối ngôi, tức [Gia Khánh Đế]. Càn Long Đế thoái vị, trở thành Thái Thượng hoàng.
Sau khi đăng cơ, vào ngày 22 tháng 4 (âm lịch) năm Gia Khánh thứ 2 (1797), tặng Hoàng thái tử Trắc phi Hoàn Nhan thị làm Thứ phi (恕妃). Căn cứ Hồng xưng thông dụng, thụy hiệu "Thứ" của Hoàn Nhan thị có âm Mãn là 「giljan」, ý là “Thể nghiệm và quan sát”, “Thông cảm” và “Khoan thứ”, có thể hiểu ý đại khái là "Người nhân hậu khoan dung".
Chỉ dụ tặng làm Phi cho Hoàn Nhan thị của Gia Khánh Đế năm đó:
| “                                                    | 从前朕之侧福晋完颜氏、格格关氏、沈氏，或系皇父指赏，或生有公主，今俱已溘逝著加恩将侧福晋完颜氏追封恕妃，格格关氏追封简嫔，格格沈氏追封逊嫔，交内务府大臣内等，按其追封品级，照例办理，暂停于静安庄之傍所，俟万年吉地完竣，再随同皇后梓宫送往。 . Đi theo Trẫm từ Tiềm để có Trắc Phúc tấn Hoàn Nhan thị, Cách cách Quan thị, Cách cách Thẩm thị, hoặc được Hoàng phụ ban thưởng, hoặc sinh dục Công chúa, nay đều đã sớm qua đời, nên nhớ đến mà truy phong. Do đó Trắc Phúc tấn Hoàn Nhan thị truy phong Thứ phi, Cách cách Quan thị truy làm Giản tần, Cách cách Thẩm thị truy làm Tốn tần. Giao cho các Nội vụ phủ Đại thần hãy ấn vào phẩm cấp truy phong mà xử lý theo lệ đã có sẵn. Tạm thời cứ sử dụng phòng bên cạnh của Tĩnh An trang làm việc tang và truy phong, đến khi Vạn Niên Cát Địa hoàn tất, đều cùng phụ táng theo Tử cung của Hoàng hậu (ý chỉ Hiếu Thục Duệ Hoàng hậu) vào bên trong. | ” |
| — Chỉ dụ truy tặng Tiềm đề cố thiếp của Gia Khánh đế | |   |

Kim quan của Thứ phi được thời kỳ đầu được tạm an tại biệt viện cạnh Tĩnh An trang (静安庄) - nơi thương tạm quàn quan tài của hậu phi triều Thanh.
Đến ngày 17 tháng 10 (âm lịch) năm Gia Khánh thứ 8 (1803), kim quan mới được đưa vào an táng tại phi viên tẩm của Xương lăng. Ban đầu cả một Phi viên tẩm của Xương lăng được gọi chung là [Thứ phi nha môn; 恕妃衙門]. Mộ bà tọa lạc ở vị trí trung tâm hàng thứ hai.